# 倪議
倪議（1464年—？），字與道，順天府宛平县匠籍南直隶吴县人，明朝政治人物。

## 生平
順天府鄉試第三十八名舉人。弘治十二年（1499年）中式己未科會試第二百七十名，二甲第八十五名進士。十三年十二月授禮科給事中，十八年十月升户科右，正德二年（1507年）三月升尚寶司司丞，六年四月升南京尚寶司卿。

## 家族
曾祖倪本益；祖倪芳；父倪铉。前母陸氏、张氏；母王氏。慈侍下。弟倪璋（贡士）。